# シグマ・セブンe
株式会社シグマ・セブンe（英: SIGMA SEVEN E Co,Inc）は、日本の声優・ナレーター事務所。株式会社シグマ・セブンの子会社。

## 概要
2009年10月1日に設立。所属声優の大半がシグマ・セブン付属養成所の出身者である。第2回シグマ・セブンオーディション以降の合格者も所属している。

## 所属声優・ナレーター

### 男性
| あ行 - 阿江保智 - 赤石考 - 秋山泰聖 - 伊原蕉 - 大門葵 - 奥澤直人 - 小野恭輔 か行 - 金丸健太 - 上条たかよし - 喜田蒼与武 - 倉富亮 - 黑岩拓真 - 桑嶋里空 - 桑嶋里空 - 小嶋遼平 | さ行 - 坂本和弥 - 櫻井翔悟 - 佐野信明 - 菅原慎介 た行 - 武田惇嗣 - 塚本誠浩 - 鶴亮 - 冨澤風斗 な行 - 仲村公成 | は行 - 羽田響太 - 坂征哉 - 福島聖也 - 藤本康之助 - 本郷奎介 ま行 - 蒔崎巧 - 水野隼 - 宮部祐磨 | や行 - 山口由太 わ行 - 渡辺崚 |

### 女性
| あ行 - 朝陽聖梨香 - 有田まみ - 井上ひかり - 今堀亜珠紗 - 榎本めい - 遠藤まゆ か行 - 角平有紀 - 上村あさひ - 紙屋ありさ - 神崎友未佳 - 北世彩乃 - 木本景子 - 国広涼香 - 呉松亜美 - 光﨑友音 - 小山夏貴 | さ行 - 佐藤綾香 - 塩川長香 - 渋谷ひはる - 清水紗羅 - 白椛ひとみ - 新城星華 - 涼宮菜月 た行 - 橘茉莉花 - 近石純花 - 千菅春香 - 辻紗樹 - 寺澤百花 | な行 - 中野ゆうな - 中村柚貴子 - 並木さくら - 西尾優美 - 新田悠花 は行 - 長谷川美希 - 服部りな - 林咲紀 - 福島蘭世 - 藤さや - 藤咲野々花 - 藤野こころ - 古田あやこ - 堀川さつき - 本田莉々子 | ま行 - 宮河志帆 - 宮口桃歌 や行 - 八木田幸恵 - 山上友里江 - 山﨑真心 - 山中千尋 - 吉長優 - 吉元れいか |

## かつて所属していた主な声優・ナレーター

### シグマ・セブンへの移籍者

#### 男性
- 猪爪育人
- 鈴木卓朗
- 高木達也
- 田丸篤志（現所属：マウスプロモーション）
- 千葉翔也（現所属：トイズファクトリー）
- 南雲大輔
- 濱健人
- 針谷桂樹
- 水嶋龍生
- 村杉明彦
- 山本祥太
- 若杉亨
- 若山晃久

#### 女性
- 芦澤亜希子
- 安齋由香里
- 石井しおり
- 石原夏織（現所属：スタイルキューブ）
- 市ノ瀬加那
- 今井輝光香
- 大亀あすか
- 小倉唯（現所属：スタイルキューブ）
- 鬼束彩子
- 加藤美由紀
- 小谷直子
- 瀬戸麻沙美（現所属：StarCrew）
- 高田みほ
- 竹尾歩美（移籍後引退）
- 隆麻衣子
- 東城未来
- 名切万里菜
- 西明日香
- 日野まり
- 細谷美友
- 松下真緒
- 吉田有里
- 渡部紗弓

### その他

#### 男性
- 大野貴史（現所属：フラクタルスタジオ）
- 渋谷慧（現所属：東京俳優生活協同組合）
- 津山博
- 野町祐太
- 山口キヨヒロ（現所属：エスエスピー）

#### 女性
- Azumi
- 金丸由奈（現所属：マック・ミック）
- 工藤晴香（現所属：エースクルー・エンタテインメント）
- 近藤奈保
- 杉山滋美（現所属：マック・ミック）
- 田中ちえ美（現所属：ステイラック）
- 韓由真
- 渕上舞（現所属：m&i）
- 茉莉邑薫（フリー、オフィスアネモネ業務提携）
- 三咲麻里（フリー）
- 宮下早紀（現所属：東京俳優生活協同組合）
- 森永千才（現所属：tomorrow jam）
- 森優子（現所属：81プロデュース）